# Høgni Lisberg
Høgni Lisberg (Tórshavn, 1982. június 7.) feröeri énekes-dalszerző, a szigetek egyik legismertebb zenésze.
Apja a váguri Sørin Lisberg, anyja a leirvíki Hallbjørg Eliassen. Apai nagyapja Knút Lisberg, a fámjini Jens Olivur Lisberg (1896–1920) unokatestvére. Eysturoy szigetén, Leirvíkben nőtt fel két húgával együtt, amíg 2004-ben Koppenhágába nem költözött.

## Pályafutása
Dobolni tanult a helyi zeneiskolában, és 15 éves koráig számos fúvósszenekarban dobolt. Ezután rock- és popzenekarokban kezdett trombitálni, melyek közül a Clickhaze együttessel nem csak a Prix Føroyart nyerte meg 2001-ben, hanem a Roskilde Festivalon is fellépett. Høgni a megalakulástól a feloszlásig (1998–2003), játszott a zenekarban, amely a legjelentősebb feröeri rockbandák közé számított.
Emellett gitározni is tanult, és elkezdett saját dalokat írni. 2003-ban Jens Ladekarl Thomsennel felvett egy demót, majd ugyanez év őszén a Tutl kiadta Most Beautiful Things című debütáló albumát. Skandinávián kívül Svájcban lett különösen népszerű. Második albuma, a Morning Dew 2005-ben jelent meg.

## Diszkográfia
- EP (2002, a Clickhaze együttessel)
- Most Beautiful Things (2003)
- Morning Dew (2005)
- Haré! Haré! (2008)
- Under Streetlights (single) (2012)
- Con Man (2012)
- HOGNI (EP) (2013)